# Haukkasaari (ö i Finland, Norra Savolax)
Haukkasaari är en ö i Finland. Den ligger i sjön Myhinjärvi och i kommunen Rautalampi i den ekonomiska regionen  Inre Savolax ekonomiska region  och landskapet Norra Savolax, i den centrala delen av landet, 280 km norr om huvudstaden Helsingfors. Öns area är 1,9 hektar och dess största längd är 210 meter i öst-västlig riktning.